# Lijst van rijksmonumenten in Zwartsluis
Onderstaande tabel geeft een overzicht van de rijksmonumenten in de plaats Zwartsluis. De objecten worden getoond zoals deze zijn geregistreerd in het Rijksmonumentenregister, inclusief onderdelen van een monument met een eigen rijksmonumentnummer.
| Object | Oorspronkelijke functie? | Bouwjaar          | Architect      | Locatie               | Coördinaten?                 | Nr.?   | Afbeelding |
| --- | ------------------------ | ----------------- | -------------- | --------------------- | ---------------------------- | ------ | --- |
| Deftig herenhuis met verdieping en omlopend schilddak | Woonhuis                 | begin 19e eeuw    |                | Groot Lageland 9      | 52° 38' 25" NB, 6° 3' 47" OL | 41508  | Meer afbeeldingen |
| Blokvormig pand zonder verdieping. Omlopend houten kroonlijst en pannen schilddak. Dakkapel met houten fronton. Vensters en deur in geprofileerde omlijstingen. Stoep met fraaie stoeppalen en hekken | Woonhuis                 | midden 19e eeuw   |                | Groot Lageland 39     | 52° 38' 29" NB, 6° 3' 45" OL | 41509  | Meer afbeeldingen |
| Gepleisterde en enigszins verminkte trapgevel. Geprofileerde natuurstenen waterlijst boven de begane-grond | Onderdeel woningen e.d.  | 1628 (gevelsteen) |                | Kerkstraat 24         | 52° 38' 26" NB, 6° 4' 20" OL | 41510  | Meer afbeeldingen |
| Pand, bestaande uit twee evenwijdig aan de straat lopende vleugels onder schilddaken, gedekt met pannen en bekroond door hoekschoorstenen | Woonhuis                 | 17e eeuw          |                | Mastenmakersstraat 37 | 52° 38' 20" NB, 6° 4' 31" OL | 41511  | Meer afbeeldingen |
| Hoekpand met lijstgevel, waarvan de op de hoeken omgekorniste kroonlijst Lodewijk XVI-versieringen heeft. Deur in geblokte omlijsting van pleister met panelen en gesneden Lodewijk XVI-bovenlicht. Rijk 19e-eeuws stoephek met hardstenen palen. Achtervleugel met ingezwenkte gevel, bekroond door een schelpfronton | Woonhuis                 | eind 18e eeuw     |                | De Nieuwesluis 2      | 52° 38' 20" NB, 6° 4' 33" OL | 41512  | Meer afbeeldingen |
| Huis met puntgevel, versierd met tussentrappen en toppilaster op consoles. Blijkens jaartalankers in 1789 verbouwd. Deur met ovale panelen en vensters met 12-ruits-schuiframen, begin 19e eeuw. Inwendig 17e-eeuwse sleutelstukken, 18e en 19e-eeuwse betimmeringen                                                   | Woonhuis                 | 17e eeuw          |                | Westeinde 6           | 52° 38' 23" NB, 6° 3' 47" OL | 41513  | Meer afbeeldingen |
| Orgel in de Hervormde kerk | Vanwege onderdelen kerk  | 1796              |                | Kerkstraat 31         | 52° 38' 26" NB, 6° 4' 20" OL | 454880 | Meer afbeeldingen |
| Doleantiekerk | Kerk en kerkonderdeel    | 1893              | Groot, W.C. de | Het Singel 18         | 52° 38' 29" NB, 6° 4' 11" OL | 506332 | Meer afbeeldingen |
| Vrijstaand woonhuis in eclectische trant gebouwd | Woonhuis                 | ca. 1890          |                | Buitenkwartier 2      | 52° 38' 24" NB, 6° 4' 6" OL  | 506336 | Meer afbeeldingen |
| De Doopsgezinde kerk | Kerk en kerkonderdeel    | 1842              |                | Buitenkwartier 34     | 52° 38' 22" NB, 6° 4' 1" OL  | 506346 | Meer afbeeldingen |
| Eenvoudig woonhuis | Woonhuis                 | ca. 1900          |                | Buitenkwartier 39     | 52° 38' 21" NB, 6° 4' 0" OL  | 506347 | Eenvoudig woonhuis |
| Statig woonhuis in Classicistische trant. Het pand staat met de voorgevel direct aan de straat waar meer 19e-eeuwse bebouwing te vinden is | Woonhuis                 | 1860              |                | Groot Lageland 21     | 52° 38' 26" NB, 6° 3' 46" OL | 506348 | Statig woonhuis in Classicistische trant. Het pand staat met de voorgevel direct aan de straat waar meer 19e-eeuwse bebouwing te vinden is |
| Villa van Buisman | Woonhuis                 | 1938              | F.J. Gouwetor  | Groot Lageland 5      |                              | 532217 | Upload foto |